# Onthophagus denticollis
Onthophagus denticollis är en skalbaggsart som beskrevs av Lansberge 1883. Onthophagus denticollis ingår i släktet Onthophagus och familjen bladhorningar. Inga underarter finns listade i Catalogue of Life.